# Old Wives for New
Old Wives for New is een Amerikaanse dramafilm uit 1918 onder regie van Cecil B. DeMille.

## Verhaal
Charles Mudock bedriegt zijn dikke, luie vrouw Sophy met Juliet Raeburn. Als de naam van Juliet in verband wordt gebracht met een moord, trouwt Charles met Viola. Hij neemt haar mee op reis naar Parijs.

## Rolverdeling
| Acteur                 | Personage        |
| ---------------------- | ---------------- |
| Elliott Dexter         | Charles Murdock  |
| Florence Vidor         | Juliet Raeburn   |
| Sylvia Ashton          | Sophy Murdock    |
| Wanda Hawley           | Sophy in proloog |
| Theodore Roberts       | Tom Berkeley     |
| Helen Jerome Eddy      | Norma Murdock    |
| Marcia Manon           | Viola Hastings   |
| Julia Faye             | Jessie           |
| J. Parks Jones         | Charley Murdock  |
| Edna Mae Cooper        | Bertha           |
| Gustav von Seyffertitz | Melville Bladen  |
| Tully Marshall         | Simcox           |
| Lillian Leighton       | Meid             |
| Mayme Kelso            | Huishoudster     |
| Alice Terry            | Verkoopster      |